# Bo Sköld
Bo Sture Sköld, född 1 november 1924 i Lund, död 27 juni 2021 i Falsterbo, var en svensk författare, översättare och manusförfattare. Han är son till Hannes Sköld, brorson till Otte Sköld och kusin till Eva Sköld.

## Biografi
Bo Sköld växte upp i Höör, studerade på reallinjen på Sigtuna humanistiska läroverk och läste sedan litteraturhistoria vid Uppsala universitet.
Sköld fick sitt genombrott 1962 med skådespelet Min kära är en ros, som spelats på en rad svenska teatrar. Åren 1965–66 var han fast anställd som dramatiker på svensk tv. Sköld har även skrivit ett par böcker och tv-serien Snapphanepojken (1972) tillsammans med Max Lundgren.
Som översättare har Bo Sköld bland annat översatt Du skrattade, du ska dö av Doris Gercke, Förtroenden i en trappuppgång av Pascale Fonteneau, Kråkan talar om död av Abigail Padgett och Onda dagar i Fulham av Bob Price.

### Filmmanus i urval
- 1970 – Frida och hennes vän (TV-serie)
- 1979 – Våning för 4 (TV-serie)

## Priser och utmärkelser
- 1961 – ABF:s litteratur- & konststipendium